# Черезере (Тревизо)
Черезере је насеље у Италији у округу Тревизо, региону Венето.
Према процени из 2011. у насељу је живело 84 становника. Насеље се налази на надморској висини од 30 м.